# Лукаш Кубот
Лукаш Кубот (пол. Łukasz Kubot, 16 травня 1982) — польський тенісист, який спеціалізується в основному на парній грі, переможець Відкритого чемпіонату Австралії 2014 та Вімблдонського турніру 2017, колишня перша ракетка світу в парному рейтингу. Станом на травень 2023 року здобув 27 парних титулів.
Відкритий чемпіонат Австралії 2014 Кубот виграв у парі зі шведом Робертом Ліндстедтом, а Вімблдон 2017 — у парі з Марсело Мело з Бразилії.
Найвищу одиночну позицію світового рейтингу — 41 місце досяг 12 квітня 2010, парну — 1 місце — 8 січня 2018 року.

## Значні фінали

### Фінали турнірів Великого шолома

#### Парний розряд: 3 (2–1)
| Результат | Рік  | Турнір                                 | Покриття | Партнер          | Суперники                     | Рахунок                        |
| --------- | ---- | -------------------------------------- | -------- | ---------------- | ----------------------------- | ------------------------------ |
| Перемога  | 2014 | Відкритий чемпіонат Австралії з тенісу | Тверде   | Роберт Ліндстедт | - Ерік Буторак - Равен Класен | 6–3, 6–3                       |
| Перемога  | 2017 | Вімблдонський турнір                   | Трава    | Марсело Мело     | - Олівер Марах - Мате Павич   | 5–7, 7–5, 7–6(7–2), 3–6, 13–11 |
| Поразка   | 2018 | Відкритий чемпіонат США з тенісу       | Тверде   | Марсело Мело     | Майк Браян Джек Сок           | 3–6, 1–6                       |

### Підсумкові турніри сезону

#### Парний розряд: 1 (1 поразка)
| Результат | Рік  | Турнір            | Покриття   | Партнер      | Суперники                               | Рахунок  |
| --------- | ---- | ----------------- | ---------- | ------------ | --------------------------------------- | -------- |
| Поразка   | 2017 | Фінал ATP, Лондон | Тверде (i) | Марсело Мело | - Генрі Контінен - Джон Пірс (тенісист) | 4–6, 2–6 |

### Фінали Мастерс 1000

#### Парний розряд: 9 (4–5)
| Результат | Рік  | Турнір                             | Покриття   | Партнер         | Суперники                                | Рахунок                 |
| --------- | ---- | ---------------------------------- | ---------- | --------------- | ---------------------------------------- | ----------------------- |
| Поразка   | 2012 | Мастерс Рим                        | Ґрунт      | Янко Типсаревич | - Марсель Гранольєрс - Марк Лопес Таррес | 3–6, 2–6                |
| Поразка   | 2017 | Indian Wells Open                  | Тверде     | Марсело Мело    | Равен Класен Ражів Рам                   | 7–6 (7–1) , 4–6, [8–10] |
| Перемога  | 2017 | Відкритий чемпіонат Маямі з тенісу | Тверде     | Марсело Мело    | Ніколас Монро Джек Сок                   | 7–5, 6–3                |
| Перемога  | 2017 | Мастерс Мадрид                     | Ґрунт      | Марсело Мело    | Ніколя Маю Едуар Роже-Васслен            | 7–5, 6–3                |
| Поразка   | 2017 | Мастерс Шанхай                     | Тверде     | Марсело Мело    | Генрі Контінен Джон Пірс (тенісист)      | 4–6, 2–6                |
| Перемога  | 2017 | Мастерс Париж                      | Тверде (i) | Марсело Мело    | Іван Додіг Марсель Гранольєрс            | 7–6(7–3), 3–6, [10–6]   |
| Перемога  | 2018 | Мастерс Шанхай                     | Тверде     | Марсело Мело    | Джеймі Маррей Бруно Соарес               | 6–4, 6–2                |
| Поразка   | 2019 | Мастерс Індіан-Веллс               | Тверде     | Марсело Мело    | Нікола Мектич Орасіо Себальйос           | 6–4, 4–6, [3–10]        |
| Поразка   | 2019 | Мастерс Шанхай                     | Тверде     | Марсело Мело    | Мате Павич Бруно Соарес                  | 4–6, 2–6                |

## Фінали турнірів ATP за кар'єру

### Одиночний розряд: 2 (2 поразки)
| Легенда                                     |
| ------------------------------------------- |
| Турніри Великого шолома (0–0)               |
| Фінали Світового туру ATP (0–0)             |
| Серія Мастерс 1000 Світового Туру ATP (0–0) |
| Серія 500 Світового туру ATP (0–0)          |
| Серія 250 Світового туру ATP (0–2)          |

| Титули за покриттям |
| ------------------- |
| Тверде (0–0)        |
| Ґрунт (0–2)         |
| Трава (0–0)         |

| Титули за типом корту |
| --------------------- |
| Відкритий (0–2)       |
| Закритий (0–0)        |

| Результат | В-П | Дата     | Турнір                | Рівень    | Покриття | Суперник            | Рахунок       |
| --------- | --- | -------- | --------------------- | --------- | -------- | ------------------- | ------------- |
| Поразка   | 0–1 | Тра 2009 | Serbia Open, Сербія   | Серія 250 | Ґрунт    | Новак Джокович      | 3–6, 6–7(0–7) |
| Поразка   | 0–2 | Лют 2010 | Brasil Open, Бразилія | Серія 250 | Ґрунт    | Хуан Карлос Ферреро | 1–6, 0–6      |

### Парний розряд: 48 (27–21)
| Легенда                                     |
| ------------------------------------------- |
| Турніри Великого шолома (2–1)               |
| Фінали Світового туру ATP (0–1)             |
| Серія Мастерс 1000 Світового Туру ATP (4–5) |
| Серія 500 Світового туру ATP (9–7)          |
| Серія 250 Світового туру ATP (12–7)         |

| Титули за покриттям |
| ------------------- |
| Тверде (13–11)      |
| Ґрунт (9–7)         |
| Трава (5–2)         |
| Килим (0–1)         |

| Титули за типом корту |
| --------------------- |
| Відкритий (21–17)     |
| Закритий (6–4)        |

| Результат | В-П   | Дата     | Турнір                                            | Рівень       | Покриття   | Партнер            | Суперники                                    | Рахунок                        |
| --------- | ----- | -------- | ------------------------------------------------- | ------------ | ---------- | ------------------ | -------------------------------------------- | ------------------------------ |
| Поразка   | 0–1   | Кві 2007 | Grand Prix Hassan II, Марокко                     | Інтернешнл   | Ґрунт      | Олівер Марах       | - Джордан Керр - Давід Шкох                  | 6–7(4–7), 6–1, [4–10]          |
| Поразка   | 0–2   | Жов 2007 | Grand Prix de Tennis de Lyon, Франція             | Інтернешнл   | Килим (i)  | Ловро Зовко        | - Себастьян Грожан - Жо-Вілфрід Тсонга       | 4–6, 3–6                       |
| Поразка   | 0–3   | Бер 2009 | Abierto Mexicano TELCEL, Мексика                  | Серія 500    | Ґрунт      | Олівер Марах       | - Франтішек Чермак - Міхал Мертиняк          | 6–4, 4–6, [7–10]               |
| Перемога  | 1–3   | Кві 2009 | Гран-прі Хассана II, Марокко                      | Серія 250    | Ґрунт      | Олівер Марах       | - Сімон Аспелін - Пол Генлі                  | 7–6(7–4), 3–6, [10–6]          |
| Перемога  | 2–3   | Тра 2009 | Serbia Open, Сербія                               | Серія 250    | Ґрунт      | Олівер Марах       | - Юган Брунстрем - Жан-Жульєн Роєр           | 6–2, 7–6(7–3)                  |
| Перемога  | 3–3   | Лис 2009 | Vienna Open, Австрія                              | Серія 250    | Тверде (i) | Олівер Марах       | - Юліан Ноул - Юрген Мельцер                 | 2–6, 6–4, [11–9]               |
| Перемога  | 4–3   | Лют 2010 | Chile Open, Чилі                                  | Серія 250    | Ґрунт      | Олівер Марах       | - Потіто Стараче - Орасіо Себальйос          | 6–4, 6–0                       |
| Поразка   | 4–4   | Лют 2010 | Brasil Open, Бразилія                             | Серія 250    | Ґрунт      | Олівер Марах       | - Пабло Куевас - Марсель Гранольєрс          | 5–7, 4–6                       |
| Перемога  | 5–4   | Лют 2010 | Mexican Open, Мексика                             | Серія 500    | Ґрунт      | Олівер Марах       | Фабіо Фоніні Потіто Стараче                  | 6–0, 6–0                       |
| Перемога  | 6–4   | Вер 2010 | Romanian Open, Румунія                            | Серія 250    | Ґрунт      | Хуан Ігнасіо Чела  | Марсель Гранольєрс Сантьяго Вентура Бертомеу | 6–2, 5–7, [13–11]              |
| Поразка   | 6–5   | Лют 2011 | Чилі Open, Чилі                                   | Серія 250    | Ґрунт      | Олівер Марах       | - Бруно Соарес - Марсело Мело                | 3–6, 6–7(3–7)                  |
| Поразка   | 6–6   | Кві 2012 | Відкритий чемпіонат Румунії, Румунія              | Серія 250    | Ґрунт      | Жеремі Шарді       | - Роберт Ліндстедт - Горія Текеу             | 6–7(2–7), 3–6                  |
| Поразка   | 6–7   | Тра 2012 | Мастерс Рим, Італія                               | Мастерс 1000 | Ґрунт      | Янко Типсаревич    | Марсель Гранольєрс Марк Лопес Таррес         | 3–6, 2–6                       |
| Перемога  | 7–7   | Лип 2012 | Stuttgart Open, Німеччина                         | Серія 250    | Ґрунт      | Жеремі Шарді       | Міхал Мертиняк Андре Са                      | 6–1, 6–3                       |
| Перемога  | 8–7   | Лют 2013 | Mexican Open, Мексика (2)                         | Серія 500    | Ґрунт      | Давід Марреро      | Сімоне Болеллі Фабіо Фоньїні                 | 7–5, 6–2                       |
| Перемога  | 9–7   | Січ 2014 | Відкритий чемпіонат Австралії з тенісу, Австралія | Великий Шлем | Тверде     | Роберт Ліндстедт   | - Ерік Буторак - Равен Класен                | 6–3, 6–3                       |
| Перемога  | 10–7  | Чер 2015 | Rosmalen Grass Court Championships, Нідерланди    | Серія 250    | Трава      | Іво Карлович       | - П'єр-Юг Ербер - Ніколя Маю                 | 6–2, 7–6(11–9)                 |
| Перемога  | 11–7  | Лип 2015 | Swedish Open, Швеція                              | Серія 250    | Ґрунт      | Жеремі Шарді       | - Хуан Себастьян Кабаль - Роберт Фара        | 6–7(6–8), 6–3, [10–8]          |
| Перемога  | 12–7  | Вер 2015 | Moselle Open, Франція                             | Серія 250    | Тверде (i) | Едуар Роже-Васслен | П'єр-Юг Ербер Ніколя Маю                     | 2–6, 6–3, [10–7]               |
| Перемога  | 13–7  | Жов 2015 | Відкритий чемпіонат Відня, Австрія (2)            | Серія 500    | Тверде (i) | Марсело Мело       | - Джеймі Маррей - Джон Пірс (тенісист)       | 4–6, 7–6(7–3), [10–6]          |
| Поразка   | 13–8  | Тра 2016 | Estoril Open, Португалія                          | Серія 250    | Ґрунт      | Марцин Матковський | - Ерік Буторак - Скотт Ліпскі                | 4–6, 6–3, [8–10]               |
| Поразка   | 13–9  | Чер 2016 | Halle Open, Німеччина                             | Серія 500    | Трава      | Александер Пея     | Равен Класен Ражів Рам                       | 6–7(5–7), 2–6                  |
| Поразка   | 13–10 | Лип 2016 | Washington Open, США                              | Серія 500    | Тверде     | Александер Пея     | Деніел Нестор Едуар Роже-Васселен            | 6–7(3–7), 6–7(4–7)             |
| Перемога  | 14–10 | Жов 2016 | Відкритий чемпіонат Відня, Австрія (3)            | Серія 500    | Тверде (i) | Марсело Мело       | Олівер Марах Фабріс Мартен                   | 4–6, 6–3, [13–11]              |
| Поразка   | 14–11 | Бер 2017 | Indian Wells Open, США                            | Мастерс 1000 | Тверде     | Марсело Мело       | Равен Класен Раджив Рем                      | 7–6(7–1), 4–6, [8–10]          |
| Перемога  | 15–11 | Кві 2017 | Відкритий чемпіонат Маямі з тенісу, США           | Мастерс 1000 | Тверде     | Марсело Мело       | - Ніколас Монро - Джек Сок                   | 7–5, 6–3                       |
| Перемога  | 16–11 | Тра 2017 | Мастерс Мадрид, Іспанія                           | Мастерс 1000 | Ґрунт      | Марсело Мело       | Ніколя Маю Едуар Роже-Васселен               | 7–5, 6–3                       |
| Перемога  | 17–11 | Чер 2017 | Rosmalen Championships, Нідерланди (2)            | Серія 250    | Трава      | Марсело Мело       | Равен Класен Раджив Рем                      | 6–3, 6–4                       |
| Перемога  | 18–11 | Чер 2017 | Відкритий чемпіонат Галле, Німеччина              | Серія 500    | Трава      | Марсело Мело       | - Александр Зверєв - Міша Зверєв             | 5–7, 6–3, [10–8]               |
| Перемога  | 19–11 | Лип 2017 | Вімблдонський турнір, Велика Британія             | Великий Шлем | Трава      | Марсело Мело       | Олівер Марах Мате Павич                      | 5–7, 7–5, 7–6(7–2), 3–6, 13–11 |
| Поразка   | 19–12 | Сер 2017 | Відкритий чемпіонат Вашингтона, US                | Серія 500    | Тверде     | Марсело Мело       | Генрі Контінен Джон Пірс (тенісист)          | 6–7(5–7), 4-6                  |
| Поразка   | 19–13 | Жов 2017 | Мастерс Шанхай, КНР                               | Мастерс 1000 | Тверде     | Марсело Мело       | Генрі Контінен Джон Пірс (тенісист)          | 4–6, 2–6                       |
| Перемога  | 20–13 | Лис 2017 | Мастерс Париж, Франція                            | Мастерс 1000 | Тверде (i) | Марсело Мело       | Іван Додіг Марсель Гранольєрс                | 7–6(7–3), 3–6, [10–6]          |
| Поразка   | 20–14 | Лис 2017 | Фінал ATP, Велика Британія                        | Фінали Туру  | Тверде (i) | Марсело Мело       | Генрі Контінен Джон Пірс (тенісист)          | 4–6, 2–6                       |
| Перемога  | 21–14 | Січ 2018 | Sydney International, Австралія                   | Серія 250    | Тверде     | Марсело Мело       | - Ян-Леннард Штруфф - Віктор Троїцький       | 6–3, 6–4                       |
| Перемога  | 22–14 | Чер 2018 | Відкритий чемпіонат Галле, Німеччина (2)          | Серія 500    | Трава      | Марсело Мело       | Александр Зверєв Міша Зверєв                 | 7–6(7–1), 6–4                  |
| Поразка   | 22–15 | Вер 2018 | Відкритий чемпіонат США з тенісу, США             | Великий Шлем | Тверде     | Марсело Мело       | Майк Браян Джек Сок                          | 3–6, 1–6                       |
| Перемога  | 23–15 | Жов 2018 | China Open, КНР                                   | Серія 500    | Тверде     | Марсело Мело       | Олівер Марах Мате Павич                      | 6–1, 6–4                       |
| Перемога  | 24–15 | Жов 2018 | Мастерс Шанхай, КНР                               | Мастерс 1000 | Тверде     | Марсело Мело       | Джеймі Маррі Бруно Соарес                    | 6–4, 6–2                       |
| Поразка   | 24–16 | Бер 2019 | Мастерс Індіан-Веллс, США                         | Мастерс 1000 | Тверде     | Марсело Мело       | Нікола Мектич Ораціо Себаллос                | 6–4, 4–6, [3–10]               |
| Поразка   | 24–17 | Чер 2019 | Відкритий чемпіонат Галле, Німеччина              | Серія 500    | Трава      | Марсело Мело       | Равен Класен Майкл Вінус                     | 6–4, 3–6, [4–10]               |
| Перемога  | 25–17 | Сер 2019 | Winston-Salem Open, США                           | Серія 250    | Тверде     | Марсело Мело       | Ніколас Монро Тенніс Сендгрен                | 6–7(6–8), 6–1, [10–3]          |
| Поразка   | 25–18 | Жов 2019 | КНР Open, КНР                                     | Серія 500    | Тверде     | Марсело Мело       | Іван Додіг Філіп Полашек                     | 3–6, 6–7(4−7)                  |
| Поразка   | 25–19 | Жов 2019 | Мастерс Шанхай, КНР                               | Мастерс 1000 | Тверде     | Марсело Мело       | Мате Павич Бруно Соарес                      | 4–6, 2–6                       |
| Поразка   | 25–20 | Жов 2019 | Відкритий чемпіонат Відня, Австрія                | Серія 500    | Тверде (i) | Марсело Мело       | Раджив Рем Джо Солсбері                      | 4–6, 7–6(7–5), [5–10]          |
| Перемога  | 26–20 | Лют 2020 | Mexican Open, Мексика (3)                         | Серія 500    | Тверде     | Марсело Мело       | Хуан Себастьян Кабаль Роберт Фара            | 7–6(8–6), 6–7(4–7), [11–9]     |
| Поразка   | 26–21 | Жов 2020 | Cologne Indoors, Німеччина                        | Серія 250    | Тверде (i) | Марсело Мело       | П'єр-Юг Ербер Ніколя Маю                     | 4–6, 4–6                       |
| Перемога  | 27–21 | Лис 2020 | Відкритий чемпіонат Відня, Австрія (4)            | Серія 500    | Тверде (i) | Марсело Мело       | Джеймі Маррі Ніл Скупскі                     | 7–6(7–5), 7–5                  |

## Фінали ATP Челленджер і ITF Ф'ючерс

### Одиночний розряд: 10 (6–4)
| Легенда (одиночний розряд) |
| -------------------------- |
| Тур ATP Челленджер (2–3)   |
| Тур ITF Ф'ючерс (4–1)      |

| Фінали за покриттям |
| ------------------- |
| Тверде (4–2)        |
| Ґрунт (2–2)         |
| Трава (0–0)         |
| Килим (0–0)         |

| Результат | В-П | Дата     | Турнір                   | Рівень     | Покриття | Суперник             | Рахунок        |
| --------- | --- | -------- | ------------------------ | ---------- | -------- | -------------------- | -------------- |
| Поразка   | 0–1 | Сер 2001 | Сопот (Польща), Польща   | Челленджер | Ґрунт    | Давид Феррер         | 5–7, 6–3, 2–6  |
| Поразка   | 0–2 | Лип 2002 | Німеччина F9, Цель       | Ф'ючерс    | Ґрунт    | Сліман Сауді         | 5–7, 3–6       |
| Перемога  | 1–2 | Січ 2004 | Німеччина F2, Штутгарт   | Ф'ючерс    | Тверде   | Жером Енель          | 7–6(7–4), 6–3  |
| Перемога  | 2–2 | Січ 2004 | Німеччина F3, Обергахінг | Ф'ючерс    | Тверде   | Мунір Аль Ааредж     | 7–6(10–8), 6–1 |
| Перемога  | 3–2 | Жов 2004 | Колумбія F4, Богота      | Ф'ючерс    | Ґрунт    | Жуліо Сілва          | 4–6, 6–2, 6–2  |
| Перемога  | 4–2 | Лис 2004 | Чехія F5                 | Ф'ючерс    | Тверде   | Ян Мертл             | 6–3, 6–1       |
| Поразка   | 4–3 | Лют 2005 | Джоплін, США             | Челленджер | Тверде   | Фредерік Ніємеєр     | 6–4, 2–6, 3–6  |
| Перемога  | 5–3 | Вер 2005 | Донецьк, Україна         | Челленджер | Тверде   | Александер Пея       | 6–4, 6-2       |
| Поразка   | 5–4 | Кві 2006 | Dharwad, Індія           | Челленджер | Тверде   | Віктор Троїцький     | 6–2, 4–6, 4–6  |
| Перемога  | 6–4 | Лип 2008 | Оберштауфен, Німеччина   | Челленджер | Ґрунт    | Хуан Пабло Бжезіцькі | 6–3, 6-4       |

### Парний розряд: 32 (20–12)
| Легенда (парний розряд)    |
| -------------------------- |
| Тур ATP Челленджер (18–10) |
| Тур ITF Ф'ючерс (2–2)      |

| Фінали за покриттям |
| ------------------- |
| Тверде (12–7)       |
| Ґрунт (8–5)         |
| Трава (0–0)         |
| Килим (0–0)         |

| Результат | В-П   | Дата     | Турнір                          | Рівень     | Покриття | Партнер                 | Суперники                                  | Рахунок                    |
| --------- | ----- | -------- | ------------------------------- | ---------- | -------- | ----------------------- | ------------------------------------------ | -------------------------- |
| Перемога  | 1–0   | Гру 2002 | Чехія F10 Острава               | Ф'ючерс    | Тверде   | Маріуш Фирстенберг      | Ярослав Поспішил Їржі Венкль               | 2–6, 6–3, 6–4              |
| Перемога  | 2–0   | Січ 2003 | Німеччина F1A Мюнхен            | Ф'ючерс    | Тверде   | Маріуш Фирстенберг      | - Джейсон Маршалл - Ларс Юбель             | 7–5, 5–7, 6–3              |
| Поразка   | 2–1   | Тра 2003 | Угорщина F1 Мішкольц            | Ф'ючерс    | Ґрунт    | Леонардо Аццаро         | - Корнель Бардоцький - Гергей Кішдєрдь     | 6–7(6–8), 3–6              |
| Перемога  | 3–1   | Лип 2003 | Вальядолід, Іспанія             | Челленджер | Тверде   | Като Дзюн               | - Філіпп Мухометов - Тріпп Філліпс         | 4–6, 6–0, 6–1              |
| Поразка   | 3–2   | Сер 2003 | Саранськ, Росія                 | Челленджер | Ґрунт    | Орест Терещук           | - Корнель Бардоцький - Мартін Штепанек     | 6–7(3–7), 3–6              |
| Поразка   | 3–3   | Січ 2004 | Німеччина F3 Обергахінг         | Ф'ючерс    | Тверде   | Ігор Зеленай            | Фредерік Нільсен Расмус Нербю              | 4–6, 7–6(8–6), 0-6         |
| Поразка   | 3–4   | Лют 2004 | Вроцлав, Польща                 | Челленджер | Тверде   | Бартоломей Домбровський | - Домінік Грбатий - Міхаель Кольманн       | 5–7, 3–6                   |
| Перемога  | 4–4   | Кві 2004 | Канберра, Австралія             | Челленджер | Ґрунт    | Збинек Млинарік         | - Стівен Гасс - Петер Лучак                | 7–6(7–3), 6–2              |
| Поразка   | 4–5   | Тра 2004 | Острава, Чехія                  | Челленджер | Ґрунт    | Томаш Зіб               | - Туомас Кетола - Петр Пала                | 4–6, 4–6                   |
| Поразка   | 4–6   | Жов 2004 | Кіто, Еквадор                   | Челленджер | Ґрунт    | Франк Мозер             | - Алехандро Ернандес - Сантьяго Гонсалес   | 6–2, 2–6, 4–6              |
| Перемога  | 5–6   | Лют 2005 | Джоплін, США                    | Челленджер | Тверде   | Рік де Вуст             | Ніколас Монро Джеремі Вуртцман             | 7–6(7–4), 6–4              |
| Перемога  | 6–6   | Бер 2005 | Сан-Луїс-Потосі (штат), Мексика | Челленджер | Ґрунт    | Олівер Марах            | - Хуан Пабло Бжезіцькі - Хуан Пабло Гусман | 6–1, 3–6, 6–3              |
| Поразка   | 6–7   | Кві 2005 | Мехіко, Мексика                 | Челленджер | Тверде   | Рік де Вуст             | - Ражів Рам - Боббі Рейнольдс              | 1–6, 7–6(9–7), 6–7(4–7)    |
| Перемога  | 7–7   | Лип 2005 | Познань, Польща                 | Челленджер | Ґрунт    | Філіп Урбан             | - Адріан Гарсія - Томас Тенконі            | 6–7(5–7), 6–3, 6–2         |
| Поразка   | 7–8   | Жов 2005 | Сеул, Південна Корея            | Челленджер | Тверде   | Рік де Вуст             | - Александер Пея - Б'єрн Фау               | 6–0, 4–6, [7–10]           |
| Перемога  | 8–8   | Січ 2006 | Доха, Катар                     | Челленджер | Тверде   | Олівер Марах            | - Олексій Кедрюк - Орест Терещук           | 6–4, 6–1                   |
| Перемога  | 9–8   | Кві 2006 | Неаполь, Італія                 | Челленджер | Ґрунт    | Томаш Цибулець          | - Фабіо Фоніні - Сімоне Болеллі            | 7–5, 4–6, [10–7]           |
| Поразка   | 9–9   | Бер 2007 | Cherbourg, Франція              | Челленджер | Тверде   | Дік Норман              | - Міхал Мертиняк - Робін Вік               | 2–6, 4–6                   |
| Перемога  | 10–9  | Кві 2007 | Касабланка, Марокко             | Челленджер | Ґрунт    | Олівер Марах            | - Міхал Мертиняк - Робін Вік               | 6–3, 6–3                   |
| Перемога  | 11–9  | Тра 2007 | Туніс (місто), Туніс            | Челленджер | Ґрунт    | Олівер Марах            | - Марк Форнель Местрес - Лямін Уахаб       | 6–2, 6–2                   |
| Перемога  | 12–9  | Кві 2008 | Пусан, Південна Корея           | Челленджер | Тверде   | Рік де Вуст             | Адам Фіні Раміз Джунейд                    | 6–3, 6–3                   |
| Перемога  | 13–9  | Тра 2008 | Лансароте, Іспанія              | Челленджер | Тверде   | Рік де Вуст             | - Жіль Мюллер - Айсам-уль-Хак Куреші       | 6–2, 7–6(7–2)              |
| Перемога  | 14–9  | Тра 2008 | Фергана, Узбекистан             | Челленджер | Тверде   | Костянтин Кравчук       | - Олександр Красноруцький - Ваджа Узаков   | 6–4, 6–1                   |
| Перемога  | 15–9  | Чер 2008 | Простейов, Чехія                | Челленджер | Ґрунт    | Рік де Вуст             | - Кріс Гаггард - Ніколя Турт               | 6–2, 6–2                   |
| Поразка   | 15–10 | Сер 2008 | Бухара, Узбекистан              | Челленджер | Тверде   | Олівер Марах            | - Павло Чехов - Михайло Єлгін              | 6–7(2–7), 1–6              |
| Перемога  | 16–10 | Сер 2008 | Карші, Узбекистан               | Челленджер | Тверде   | Олівер Марах            | - Андреас Гайдер-Маурер - Філіпп Освальд   | 6–4, 6–4                   |
| Поразка   | 16–11 | Вер 2008 | Щецин, Польща                   | Челленджер | Ґрунт    | Олівер Марах            | Давід Марреро Сантана Давід Олейнічак      | 6–7(4–7), 3–6              |
| Перемога  | 17–11 | Жов 2008 | Сеул, Південна Корея            | Челленджер | Тверде   | Олівер Марах            | - Санчай Ратіватана - Сончат Ратіватана    | 7–5, 4–6, [10–6]           |
| Перемога  | 18–11 | Лис 2008 | Братислава, Словаччина          | Челленджер | Тверде   | Франтішек Чермак        | - Філіпп Пецшнер - Александер Пея          | 6–4, 6–4                   |
| Поразка   | 18–12 | Лис 2008 | Дніпро, Україна                 | Челленджер | Тверде   | Олівер Марах            | - Гільєрмо Каньяс - Дмитро Турсунов        | 3–6, 6–7(5–7)              |
| Перемога  | 19–12 | Лис 2008 | Гельсінкі, Фінляндія            | Челленджер | Тверде   | Олівер Марах            | - Ерік Буторак - Ловро Зовко               | 6–7(2–7), 7–6(9–7), [10–6] |
| Перемога  | 20–12 | Лис 2008 | Канкун, Мексика                 | Челленджер | Ґрунт    | Олівер Марах            | - Лі Сіньхань - Ян Цзунхуан                | 7–5, 6–2                   |

## Досягнення
| W | Ф | ПФ | ЧФ | #Р | КТ | К# | P# | DNQ | A | Z# | PO | G | S | B | NMS | NTI | P | NH |

### Одиночний розряд
| Турніри Великого шлему                 |               |               |               |               |               |               |               |       |               |               |               |       |        |       |
| Відкритий чемпіонат Австралії з тенісу | К1р           |               | К3р           |               | К3р           | 4р*           | 2р            | 1р    | 1р            | 1р            | К3р           |       | 0 / 5  | 3–5   |
| Відкритий чемпіонат Франції з тенісу   | К2р           | К1р           | К1р           |               | 1р            | 1р            | 3р            | 3р    | 2р            | 1р            |               |       | 0 / 6  | 5–6   |
| Вімблдонський турнір                   | К1р           | К2р           | К1р           | К1р           | К1р           | 2р            | 4р            | 2р    | ЧФ*           | 3р            |               |       | 0 / 5  | 10–5  |
| Відкритий чемпіонат США з тенісу       | К2р           | 3р            | К3р           |               | К2р           | 1р            |               | 1р    | 1р            |               |               |       | 0 / 4  | 2–4   |
| В-П                                    | 0–0           | 2–1           | 0–0           | 0–0           | 0–1           | 3–4           | 6–3           | 3–4   | 4–4           | 2–3           | 0–0           | 0–0   | 0 / 20 | 20–20 |
| Серія Мастерс ATP 1000                 |               |               |               |               |               |               |               |       |               |               |               |       |        |       |
| Індіан-Веллс                           |               |               |               |               |               |               | 2р            | 2р    | 1р            | 1р            | К1р           |       | 0 / 4  | 2–4   |
| Відкритий чемпіонат Маямі з тенісу     |               |               |               |               |               | 1р            |               | 1р    | 2р            | 1р            |               |       | 0 / 4  | 1–4   |
| Монте-Карло                            |               |               |               |               |               | 1р            | К1р           | 1р    | К1р           | К2р           |               |       | 0 / 2  | 0–2   |
| Мадрид                                 |               |               |               |               |               | 1р            | К2р           |       | К1р           | 3р            |               |       | 0 / 2  | 1–2   |
| Рим                                    |               |               |               |               |               | 1р            | 2р            | 2р    |               | К1р           |               |       | 0 / 3  | 2–3   |
| Мастерс Канада                         |               |               |               |               | К1р           |               |               |       | К2р           |               |               |       | 0 / 0  | 0–0   |
| Мастерс Цинциннаті                     |               |               |               |               | 1р            | 1р            |               | 1р    | К1р           |               |               |       | 0 / 3  | 0–3   |
| Шанхай                                 | Не проводився | Не проводився | Не проводився | Не проводився | 1р            | 1р            | 1р            | 1р    | К2р           |               | 1р            |       | 0 / 5  | 0–5   |
| Париж                                  |               |               |               |               | 2р            |               | К2р           | К1р   | К2р           |               |               |       | 0 / 1  | 1–1   |
| В-П                                    | 0–0           | 0–0           | 0–0           | 0–0           | 1–3           | 0–6           | 2–3           | 2–6   | 1–2           | 1–3           | 0–1           | 0–0   | 0 / 24 | 7–24  |
| Виступи за країну                      |               |               |               |               |               |               |               |       |               |               |               |       |        |       |
| Теніс на Олімпійських іграх            | Не проводився | Не проводився | Не проводився |               | Не проводився | Не проводився | Не проводився | 1р    | Не проводився | Не проводився | Не проводився |       | 0 / 1  | 0–1   |
| Загальна статистика                    |               |               |               |               |               |               |               |       |               |               |               |       |        |       |
| Титули / Фінали                        | 0 / 0         | 0 / 0         | 0 / 0         | 0 / 0         | 0 / 1         | 0 / 1         | 0 / 0         | 0 / 0 | 0 / 0         | 0 / 0         | 0 / 0         | 0 / 0 | 0 / 2  | 0 / 2 |
| Рейтинг на кінець року                 | 142           | 125           | 222           | 209           | 101           | 70            | 57            | 74    | 72            | 168           | 471           | 908   |        |       |

* На Відкритому чемпіонаті Австралії з тенісу 2010 Кубот вийшов до 4-го кола без гри
|* На Вімблдонському турнірі 2013 Кубот вийшов до 3-го кола без гри

### Парний розряд
Оновлено після завершення Rolex Paris Masters 2022.
| Турнір                                 | 2001              | 2002              | 2003              | 2004              | 2005              | 2006              | 2007              | 2008              | 2009          | 2010          | 2011              | 2012              | 2013              | 2014          | 2015          | 2016  | 2017          | 2018          | 2019          | 2020          | 2021  | 2022          | SR         | В-П        |
| -------------------------------------- | ----------------- | ----------------- | ----------------- | ----------------- | ----------------- | ----------------- | ----------------- | ----------------- | ------------- | ------------- | ----------------- | ----------------- | ----------------- | ------------- | ------------- | ----- | ------------- | ------------- | ------------- | ------------- | ----- | ------------- | ---------- | ---------- |
| Турніри Великого шлему                 |                   |                   |                   |                   |                   |                   |                   |                   |               |               |                   |                   |                   |               |               |       |               |               |               |               |       |               |            |            |
| Відкритий чемпіонат Австралії з тенісу |                   |                   |                   |                   |                   |                   | 3р                |                   | ПФ            | 3р            | ЧФ                | 1р                | 3р                | 2014          | 2р            | 2р    | 3р            | ЧФ            | ЧФ            | 2р            | 3р    |               | 1 / 14     | 32–13      |
| Відкритий чемпіонат Франції з тенісу   |                   |                   |                   |                   |                   |                   | 3р                | 1р                | 2р            | ЧФ            | 1р                | 2р                | 1р                | ЧФ            | 3р            | ПФ    | 2р            | 3р            | 3р            | 2р            | 1р    | 2р            | 0 / 16     | 23–16      |
| Вімблдонський турнір                   |                   |                   |                   | 2р                | К1р               | 2р                | 2р                | 2р                | ЧФ            | 1р            | 1р                |                   | 3р                | 2р            | 3р            | 1р    | П             | 2р            | ЧФ            | NH            | ЧФ    | 2р            | 1 / 16     | 25–15      |
| Відкритий чемпіонат США з тенісу       |                   |                   |                   |                   |                   | 1р                | 1р                |                   | 1р            | ЧФ            |                   | 2р                | 1р                |               | 2р            | ЧФ    | 2р            | Ф             | 3р            | 1р            | 1р    | 1р            | 0 / 14     | 15–14      |
| В-П                                    | 0–0               | 0–0               | 0–0               | 1–1               | 0–0               | 1–2               | 5–4               | 1–2               | 8–4           | 8–4           | 3–3               | 2–3               | 4–4               | 10–2          | 6–4           | 7–4   | 10–3          | 11–4          | 10–4          | 2–3           | 4–4   | 2–3           | 2 / 60     | 95–58      |
| Чемпіонат завершення сезону            |                   |                   |                   |                   |                   |                   |                   |                   |               |               |                   |                   |                   |               |               |       |               |               |               |               |       |               |            |            |
| Фінал ATP                              | Не кваліфікувався | Не кваліфікувався | Не кваліфікувався | Не кваліфікувався | Не кваліфікувався | Не кваліфікувався | Не кваліфікувався | Не кваліфікувався | RR            | RR            | Не кваліфікувався | Не кваліфікувався | Не кваліфікувався | ПФ            | DNQ           | DNQ   | Ф             | RR            | ПФ            | RR            | DNQ   |               | 0 / 7      | 13–12      |
| Серія Мастерс ATP 1000                 |                   |                   |                   |                   |                   |                   |                   |                   |               |               |                   |                   |                   |               |               |       |               |               |               |               |       |               |            |            |
| Індіан-Веллс                           |                   |                   |                   |                   |                   |                   |                   |                   | 2р            |               | 2р                | 1р                | ЧФ                | 2р            | 1р            | 2р    | Ф             | 1р            | Ф             | NH            |       | 1р            | 0 / 11     | 14–11      |
| Відкритий чемпіонат Маямі з тенісу     |                   |                   |                   |                   |                   |                   |                   |                   |               | 1р            |                   | ЧФ                | 2р                | 2р            |               | 1р    | П             | 1р            | ПФ            | NH            | 1р    | 1р            | 1 / 10     | 12–9       |
| Монте-Карло                            |                   |                   |                   |                   |                   |                   |                   |                   |               | ЧФ            | ЧФ                |                   | 1р                | 2р            |               | 2р    | ЧФ            | 2р            | ЧФ            | NH            | 2р    |               | 0 / 9      | 6–9        |
| Мадрид                                 | NH                |                   |                   |                   |                   |                   |                   |                   |               | ЧФ            | 2р                |                   | ПФ                | 2р            |               | 2р    | П             | ЧФ            | ЧФ            | NH            | ЧФ    | 1р            | 1 / 10     | 13–9       |
| Рим                                    |                   |                   |                   |                   |                   |                   |                   |                   |               | ПФ            | ЧФ                | Ф                 |                   | 2р            |               |       | ЧФ            | ЧФ            | ПФ            | 1р            | 2р    | 1р            | 0 / 10     | 13–10      |
| Мастерс Канада                         |                   |                   |                   |                   |                   |                   |                   |                   | ЧФ            |               |                   |                   | 1р                |               |               | 1р    | 2р            | 2р            | 1р            | NH            | 2р    |               | 0 / 7      | 2–7        |
| Мастерс Цинциннаті                     |                   |                   |                   |                   |                   |                   |                   |                   | ПФ            | ПФ            |                   | 2р                | 2р                |               |               | 1р    | ПФ            | ЧФ            | ЧФ            | 2р            | 1р    |               | 0 / 10     | 12–9       |
| Шанхай                                 | Не проводився     | Не проводився     | Не проводився     | Не проводився     | Не проводився     | Не проводився     | Не проводився     | Не проводився     | ЧФ            | ПФ            | 1р                |                   |                   | 2р            | ПФ            | 2р    | Ф             | П             | Ф             | NH            | NH    | NH            | 1 / 9      | 16–8       |
| Париж                                  |                   |                   |                   |                   |                   |                   |                   |                   |               | ЧФ            | 1р                | 1р                | 1р                | 2р            |               |       | П             | ЧФ            | 1р            | ПФ            |       | 1р            | 1 / 10     | 8–9        |
| В-П                                    | 0–0               | 0–0               | 0–0               | 0–0               | 0–0               | 0–0               | 0–0               | 0–0               | 4–4           | 9–7           | 3–6               | 7–4               | 7–7               | 4–7           | 2–2           | 2–7   | 22–6          | 8–8           | 20–9          | 3–3           | 4–6   | 0–5           | 4 / 86     | 96–81      |
| Виступи за країну                      |                   |                   |                   |                   |                   |                   |                   |                   |               |               |                   |                   |                   |               |               |       |               |               |               |               |       |               |            |            |
| Теніс на Олімпійських іграх            | Не проводився     | Не проводився     | Не проводився     |                   | Не проводився     | Не проводився     | Не проводився     |                   | Не проводився | Не проводився | Не проводився     |                   | Не проводився     | Не проводився | Не проводився | 2р    | Не проводився | Не проводився | Не проводився | Не проводився | 1р    | Не проводився | 0 / 2      | 1–2        |
| Загальна статистика                    |                   |                   |                   |                   |                   |                   |                   |                   |               |               |                   |                   |                   |               |               |       |               |               |               |               |       |               |            |            |
|                                        | 2001              | 2002              | 2003              | 2004              | 2005              | 2006              | 2007              | 2008              | 2009          | 2010          | 2011              | 2012              | 2013              | 2014          | 2015          | 2016  | 2017          | 2018          | 2019          | 2020          | 2021  | 2022          | За кар'єру | За кар'єру |
| Титули / фінали                        | 0 / 0             | 0 / 0             | 0 / 0             | 0 / 0             | 0 / 0             | 0 / 0             | 0 / 2             | 0 / 0             | 3 / 4         | 3 / 4         | 0 / 1             | 1 / 3             | 1 / 1             | 1 / 1         | 4 / 4         | 1 / 4 | 6 / 10        | 4 / 5         | 1 / 6         | 2 / 3         | 0 / 0 | 0 / 0         | 27 / 48    | 27 / 48    |
| Разом виграшів–поразок                 | 1–1               | 0–1               | 0–0               | 1–2               | 2–1               | 9–9               | 16–10             | 1–2               | 42–21         | 38–24         | 13–21             | 22–19             | 19–17             | 20–18         | 33–14         | 36–25 | 51–21         | 41–23         | 49–24         | 21–16         | 16–18 | 4–17          | 435–304    | 435–304    |
| Рейтинг на кінець року                 | 448               | 533               | 217               | 137               | 135               | 64                | 45                | 72                | 12            | 10            | 53                | 39                | 37                | 18            | 29            | 24    | 2             | 9             | 6             | 10            | 34    | 299           | 60.03%     | 60.03%     |